# شهرستان وارتون (تگزاس)
شهرستان وارتون، تگزاس (به انگلیسی: Wharton County, Texas) یک سکونتگاه مسکونی در ایالات متحده آمریکا است که در تگزاس واقع شده‌است.

## خصوصیات
شهرستان وارتون ۲٬۸۳۳٫۴۶ کیلومترمربع مساحت دارد.